# D'un château l'autre (film, 2018)
Pour l’article homonyme, voir D'un château l'autre.
Pour plus de détails, voir Fiche technique et Distribution.
D'un château l'autre est un moyen métrage belge réalisé par Emmanuel Marre, sorti en 2018.

## Synopsis
Printemps 2017, dans l'entre-deux tours de l'élection présidentielle française. Pierre, 25 ans, étudiant boursier dans une grande école parisienne loge chez Francine, 75 ans, clouée par le handicap dans un fauteuil roulant. Ils assistent, perplexes et désorientés, à la kermesse électorale qui se joue au dehors. Ils sont de bords politiques et de conditions sociales opposés, mais ils se livrent l'un à l'autre. En attendant le verdict des urnes, Pierre essaie de s'occuper du corps de Francine, et Francine essaie de soigner le ressentiment sourd de Pierre.

## Distribution
- Pierre Nisse : Pierre
- Francine Atoch : elle-même
- Simon Benichou
- Jean-Baptiste Marre
- Julie Fréal-Saison

## Récompenses
- FIFF 2018 : Bayard d'Or du meilleur court métrage
- Festival de Locarno 2018 : Pardino d'or et Prix du Jury jeune

## Nominations
- Magritte du meilleur court métrage 2019